# Telefunken
Telefunken – niemieckie przedsiębiorstwo elektroniczne założone w 1903 r. w Berlinie, producent sprzętu elektronicznego, m.in. odbiorników radiowych i telewizyjnych, gramofonów i magnetofonów, radiotelefonów. Znane także z opracowania systemu telewizji kolorowej PAL.

## Historia
Przedsiębiorstwo zostało utworzone przez Siemens & Halske i AEG w 1903 r. jako Gesellschaft für drahtlose Telegraphie.
W 1967 r. doszło do połączenia Telefunken AG z AEG AG i od tej pory połączone przedsiębiorstwo do 1985 r. nosiło nazwę AEG-Telefunken. W 1985 r. AEG-Telefunken została przejęta przez koncern Daimler-Benz AG. W latach 1996–1997 nastąpił rozpad koncernu.